# 星洲司令
星洲司令（英語：Singapore Sling），是一匹曾在南非和香港出賽的已退役賽駒，練馬師是苗禮德。

## 簡介
2016年11月26日，莫吉恩策騎「星洲司令」勝出南非特夫方丹馬場的國際三級賽蘇魯王錦標。其後，「星洲司令」被運來香港服役，加盟苗禮德馬房。
2017年11月26日，「星洲司令」於香港首次出賽。
2017年12月27日，「星洲司令」打開其在港的勝利之門。
2018年1月21日，史卓豐策騎「星洲司令」出戰四歲系列賽首關香港經典一哩賽，以一又四分一個馬位之差不敵「當家精選」，取得第二名。
2018年2月18日，史卓豐策騎「星洲司令」出戰四歲系列賽次關香港經典盃，以一又四分一個馬位之先擊敗第二名的「時時精綵」奪魁。賽後，史卓豐說道：「當我催策牠加速時，牠反應良佳，並能一直維持勁勢至終點，走勢非常出色。」練馬師苗禮德則認為「星洲司令」與他以前訓練過的香港馬王「雄心威龍」仍有差距：「『雄心威龍』是匹真正的馬王，而『星洲司令』則是匹不斷進步中的新星，仍有待證明其實力。無論如何，今仗始終是『星洲司令』一場優異的勝利。」他續說：「於香港經典一哩賽後，我太太認為馬兒展步更好，明顯是進步的表現，我們只須讓牠保持身心愉快便可。今仗是硬仗一場，牠能以相當強勁的走勢衝刺奪魁，令我甚為欣喜。」
2018年3月18日，史卓豐策騎「星洲司令」出戰四歲系列賽尾關香港打吡大賽，以一又四分三個馬位之差不敵「平海福星」，取得第二名。
2019年4月28日，田泰安策騎「星洲司令」出戰國際一級賽冠軍一哩賽，不敵香港馬王「美麗傳承」，取得第二名。
2019年5月25日，田泰安策騎「星洲司令」遠征新加坡克蘭芝馬場，角逐國際一級賽克蘭芝一哩賽，取得第三名，落後頭馬的另一香港代表「川河尊駒」三個馬位之後過終點，而第二名是前香港賽駒「有得威」。
2021年6月2日，「星洲司令」宣告退役，正式結束其競賽生涯。

## 在港勝出賽事全紀錄
| 比賽日期   | 賽事名稱   | 賽事班次 | 賽道 | 賽事路程 | 比賽馬場   | 名次 | 完成時間 | 騎師   |
| ---------- | ---------- | -------- | ---- | -------- | ---------- | ---- | -------- | ------ |
| 27/12/2017 | 柴灣角讓賽 | 第二班   | 草地 | 1650米   | 跑馬地馬場 | 1    | 1:40.21  | 貝湯美 |
| 18/02/2018 | 香港經典盃 | 四歲馬   | 草地 | 1800米   | 沙田馬場   | 1    | 1:46.99  | 史卓豐 |

## 在港一級賽出賽全紀錄
| 比賽日期   | 賽事名稱           | 賽事班次 | 賽道 | 賽事路程 | 比賽馬場 | 名次 | 完成時間 | 騎師   |
| ---------- | ------------------ | -------- | ---- | -------- | -------- | ---- | -------- | ------ |
| 29/04/2018 | 冠軍一哩賽         | G1       | 草地 | 1600米   | 沙田馬場 | 5    | 1:34.62  | 史卓豐 |
| 09/12/2018 | 浪琴表香港一哩錦標 | G1       | 草地 | 1600米   | 沙田馬場 | 9    | 1:34.51  | 蘇兆輝 |
| 17/02/2019 | 花旗銀行香港金盃   | G1       | 草地 | 2000米   | 沙田馬場 | 9    | 2:01.85  | 利敬國 |
| 28/04/2019 | 富衛保險冠軍一哩賽 | G1       | 草地 | 1600米   | 沙田馬場 | 2    | 1:33.88  | 田泰安 |

## 在港以外大賽出賽全紀錄
| 比賽日期   | 賽事名稱        | 賽事班次 | 賽道 | 賽事路程 | 比賽馬場     | 名次 | 完成時間 | 騎師        |
| ---------- | --------------- | -------- | ---- | -------- | ------------ | ---- | -------- | ----------- |
| 05/11/2016 | Graham Beck錦標 | G3       | 草地 | 1400米   | 特夫方丹馬場 | 3    | —        | 莫吉恩      |
| 26/11/2016 | 蘇魯王錦標      | G2       | 草地 | 1600米   | 特夫方丹馬場 | 1    | 1:38.00  | 莫吉恩      |
| 17/12/2016 | 好望角堅尼      | G1       | 草地 | 1600米   | 凱尼沃斯馬場 | 7    | —        | Alec Forbes |
| 25/05/2019 | 克蘭芝一哩賽    | SIN G1   | 草地 | 1600米   | 克蘭芝馬場   | 3    | 1:34.11  | 田泰安      |

## 外部連結
- . 2018-02-18  [2018-02-18]. （原始内容存档于2019-12-07）.